# Кувалда (операция)
Операция «Кувалда» (тур. Balyoz Harekâtı; англ. Operation Sledgehammer) — условное, конспиративное, название несостоявшегося военного переворота в Турции, который предположительно и вероятно готовился турецкой военной элитой в 2003 году с целью секуляризовать общественную жизнь страны и уменьшить влияние популярной среди избирателей Партии справедливости и развития. Информацию об операции обнародовали только в 2010 году, но некоторые данные, впоследствии пролившие свет на эту операцию, всё же вызывают сомнения, и есть основания предполагать, что информация о вероятно готовившемся террористическом перевороте военных сознательно вбросили с целью последующей масштабной дискредитации турецкой военной элиты и ограничению её роли в гражданском управлении.

## Предыстория
План насильственного вмешательства в государственное управление якобы составлялся группой высокопоставленных военных деятелей в связи с успехом на парламентских выборах 2002 года, которого добилась созданная незадолго до этого Партия справедливости и развития, правоцентристская политическая сила консервативного толка. Эту партию основали представители умеренного крыла Партии благоденствия, распущенной Конституционным судом под влиянием кемалистской военной элиты 16 января 1998 года после смещения правительства Наджметтина Эрбакана (теоретика турецкого политического ислама) 28 февраля 1997 года. Один из основателей партии, Реджеп Тайип Эрдоган декларировал стремление к политическим реформам и членству в Европейском Союзе. В то же время партия поначалу испытывала некоторые имиджевые сложности, поскольку среди секуляристски настроенных групп электората она считалась чрезмерно радикальной, так как в числе её учредителей были радикальные исламисты, которые в 1990-е выступали за легализацию шариата и оправдание джихада, а также за усиление религиозного фактора в школьном образовании. Несмотря на то, что в 2001—2002 году ПСР пыталась отмежеваться от исламистских доктрин путём создания образа политической силы, выступающей за экономические реформы и политическую интеграцию в Европейский союз, военная элита так или иначе стремилась восстановить статус-кво и не допустить возрастания её влияния на общественное сознание. К тому же члены Генштаба Турции, пользовавшиеся авторитетом в стране, не могли смириться с тем, что смещённые ими члены правительства Эрбакана, выждав 5-летний срок моратория, оговорённый в меморандуме, вернулись в активную политику, проповедуя идею поступенчатой исламизации Турции, что шло вразрез с заветами Ататюрка.

## Публикация в газете «Тараф» о «заговоре военных»
Сведения о готовящемся заговоре впервые просочились в либерально-демократическую газету «Taraf» в 2010 году. В статье от 20 января журналист-обозреватель Мехмет Барансу заявил, что у него имеются документальные доказательства преступлений, которые планировались военными заговорщиками. Статья начиналась так: «В 2003 году в Турецкой республике мог произойти самый кровавый переворот за всю историю страны. Военная верхушка готовила небывалые по своему размаху акции с целью свержения правящей партии и захвата власти». В статье была опубликована информация о том, что группа военных якобы готовила масштабную диверсию, намереваясь сбросить бомбы на две крупные мечети в Стамбуле. После этого турецкие ВВС якобы должны были вторгнуться в воздушное пространство Греции и спровоцировать её на ответный удар, а затем обвинить Грецию в том, что она сбила турецкий самолёт над Эгейским морем, а затем сместить правящую Партию справедливости и развития, после чего было бы объявлено военное положение. Таким образом, предполагалось посеять хаос и оправдать военный переворот.

## Антивоенная кампания
Представители армии, вынужденные оправдываться, отметили, что такие действия рассматривались исключительно в рамках сценария планируемых военных учений на семинаре. Разоблачительная публикация (впрочем, о её правдивости судить весьма сложно) в газете «Taraf» спровоцировала массированную антивоенную кампанию среди различных политических групп, которая была сопряжена с популяризацией исламистских взглядов. Высокопоставленные государственные чиновники высказывались против доминирования армейской элиты в системе управления страной, критиковали её «надгосударственную» роль избранной касты и призывали покончить с гегемонией милитаризма. Особенно активно критику в адрес военных высказывали представители социально-религиозного движения «Хизмет», основанного на принципах либерального исламизма и возглавляемое проповедником и писателем Фетхуллахом Гюленом, тогда ещё сподвижником и единомышленником Эрдогана.

## Аресты и чистки в рядах возможных заговорщиков
Через месяц после выхода статьи 21 февраля 2010 года в девяти вилайетах начались массовые аресты генералов, адмиралов и других высокопоставленных военных чиновников, которые якобы были причастны к операции по планированию насильственного захвата власти. На начальном этапе чисток были арестованы 45 человек; многие вынуждены были подать в отставку под мощным давлением СМИ и гражданских политиков. 24 февраля были арестованы ещё 5 подозреваемых. В начале апреля 2010 года были освобождены 35 подозреваемых, в их числе глава Генштаба Четин Доган. Также вскоре судья выпустил на свободу 19 участников якобы заговора за отсутствием достоверных доказательств их вины. Однако 5 апреля в других вилайетах были задержаны ещё 95 человек. Примечательно, что часть отпущенных ранее на свободу военных командиров 6 апреля были арестованы повторно. Вскоре между государственными обвинителями также начались конфликты. В апреле генеральный прокурор Стамбула Айкут Ченгиз Энгин подал прошение на отзыв прокуроров Мехмета Берка и Билала Байрактара по причине того, что они не согласовывают свои решения с ним. 6 апреля, после новой серии арестов военных генпрокурор также заменил прокурора, координировавшего расследования преступлений «путчистов»: вместо Сулеймана Пехливана эту должность занял Мехмет Эйгюль. Вероятно, перестановки в прокурорских кругах были связаны с желанием правящей партии обеспечить более выгодный для себя ход расследования и обеспечить подготовку ожидаемого приговора суда.

## Приговор
Вскоре, несмотря на очевидные фактические противоречия, начался показательный судебный процесс, инициированный под влиянием правящих политиков Турции, в том числе и Реджепа Тайипа Эрдогана и подробно освещавшийся во влиятельных турецких СМИ, подконтрольных ПСР. В результате процесса 319 из 365 подозреваемых в планировании осуществления государственного переворота 21 сентября 2012 года были приговорены к различным срокам тюремного заключения (в частности, три генерала, главные обвиняемые по делу, были приговорены к 20 годам тюремного заключения). Осуждённые активно протестовали против вынесения столь сурового вердикта по недоказанному обвинению и подали апелляцию.

## Фальсификации и нестыковки в деле
Объективно в деле существуют многочисленные юридические нестыковки и данные, которые указывают на то, что информация о готовящемся перевороте могла быть подлогом. В частности, оригинальный документ с изложением плана действия путчистов, который якобы должен был быть составлен в 2003 году, был напечатан в формате Microsoft Word 2007. В то же время, по итогам почерковедческой экспертизы имела место фальсификация подписей высокопоставленных военных офицеров, в том числе начальника генштаба Турции Четина Догана, который ранее возглавлял Первую полевую армию, неоднократно отличавшуюся в военных действиях и считался одним из наиболее влиятельных военных командиров в стране. Именно по причине этой подписи антивоенные происламистские СМИ начали называть Догана «главным заговорщиком страны». Сам Четин Доган неоднократно отмечал, что обвинения против армии носят клеветнический и провокационный характер: «Газета, взяв за основу реально существовавший план виртуальных учений и семинаров, полностью исказила его, представив в качестве плана переворота. План входил в программу учений Генштаба и был направлен на решение учебных задач по отражению вероятной внешней угрозы в зоне ответственности Первой полевой армии, штаб которой расположен в Стамбуле. План переворота в реальности — часть серии сценариев военных игр по отработке действий в случае возникновения внешней угрозы».

## Освобождение заключённых
19 июня 2014 года заключённые военные чиновники были выпущены из тюрьмы отчасти под давлением представителей европейских правозащитных структур по решению Конституционного суда, который признал, что их права были нарушены. Вероятно, на освобождение приговорённых к заключению военных повлияли изменения в политической жизни Турции, так как между основателем движения «Хезмат» и руководством Партии справедливости и развития к 2014 году разгорелся серьёзный конфликт.

## Полное оправдание всех «заговорщиков»
31 марта 2015 года все 236 обвиняемых по делу операции «Кувалда» были полностью оправданы судебными органами Турции при поддержке турецких властей; поводом для оправдания «путчистов» послужили обнародованные публично неопровержимые доказательства подложности ряда документов, которые свидетельствовали якобы о подготовке переворота.

## Роль события в истории современной Турции
Тем не менее, события января-февраля 2010 года послужили одним из ключевых факторов ослабления армейского руководства Турции, идеология которого традиционно базировалась на секуляристских концепциях Ататюрка Кемаля. Следует отметить, что после выхода «разоблачительной» публикации в газете «Taraf» в первую очередь репрессиям подверглись те военные деятели, которые так или иначе активно выступали против радикальной исламизации турецкого общества, усилившейся с момента прихода к власти деятелей Партии справедливости и развития. Именно в связи с разоблачением операции «Кувалда» кемалистская военная элита утратила часть своих лидирующих позиций в идеолого-политической иерархии Турции, и в дальнейшем руководство ПСР предпринимала активные действия для уменьшения «надгосударственной» роли армии, которые принимали формы систематической медийной дискредитации в СМИ, подчинённых Эрдогану и регулярного силового воздействия. Логическим продолжением стратегии поэтапной демилитаризации турецкой политической среды после разоблачения операции «Кувалда» явились также масштабные чистки в рядах военной элиты страны, последовавшие после неудавшейся попытки государственного переворота 15 июля 2016 года.